# Cloche de l'église de Coivert
La cloche de l'église Saint-Vivien à Coivert, une commune du département de la Charente-Maritime dans la région Nouvelle-Aquitaine en France, est une cloche de bronze datant de 1617. Elle a été classée monument historique au titre d'objet le 25 juillet 1908. 
Inscription : « IHS MARIA JE SUIS FETE POUR SERVIR A L'EGLISE DE S.VIVIEN COYVERT ET CURE ME SALVAGY ET PERIN TAN TESIE. M.MOULINAU ET SENDIT P.VITET. ET M.TAMPLET 16X7 ».